# Kaliwungu (Klirong)
Kaliwungu is een bestuurslaag in het regentschap Kebumen van de provincie Midden-Java, Indonesië. Kaliwungu telt 1364 inwoners (volkstelling 2010).